# Slaget ved Khe Sanh
Slaget ved Khe Sahn var et slag mellem amerikanske og nordvietnamesiske tropper i den nordvestlige Quang Tri-provins i Vietnam. Det foregik mellem d. 21. januar og 8. april 1968 under Vietnamkrigen.
De amerikanske tropper var enheder af III Marine Amphipious Force fra det amerikanske marinekorps. De nordvietnamesiske styrker var to til tre enheder af divisionsstørrelse. Den amerikanske kommando gav forsvaret af Khe Sanh-basen navnet Operation Scotland.
Den amerikanske overkommando i Saigon mente først, at kampene omkring Khe Sanh i sommeren 1967 var en del af en mindre nordvietnamesisk grænseoffensiv. Men i løbet af efteråret og vinteren opdagede man, at den nordvietnamesiske hær rykkede store styrker ind i området. Basen blev forstærket med flere marineinfanterister, og snart var Khe Sanh-basen omringet. Under en serie desperate aktioner, der varede 77 dage, var Khe Sanh-basen og de omgivende højdedrag under konstant angreb og artilleribeskydning.
Under slaget blev et massivt luftbombardement iværksat med kodenavnet Operation Niagara til støtte for basen. Samtidig blev basen forsynet fra luften.
I marts 1968 brød en landstyrke af amerikanske og sydvietnamesiske styrker igennem belejringen til marineinfanteristerne i Khe Sanh. Selve slaget var en taktisk sejr til marineinfanteristerne, mens den strategiske betydning stadig er uklar.

## Baggrund
Khe Sanh ligger i Quang Tri provinsen, den nordligste i Sydvietnam og ikke langt fra grænsen mod Laos og indtil den demilitariserede zone mellem Nord- og Sydvietnam.
Den geografiske beliggenhed gjorde området vigtigt forsyningsmæssigt for Nordvietnam, da den lå i nærheden af Ho Chi Minh-stien og den demilitariserede zone, og var derfor vigtigt både militært og prestigemæssigt for USA og Sydvietnam.
USA og Sydvietnam frygtede, at hele det nordlige Sydvietnam ville blive truet, hvis Khe Sanh faldt, herunder den gamle kejserhovedstad Huế, som blev delvis erobret under slaget om Hue i den samtidige Tết-offensiv, samtidig som en tilbagetrækning fra Khe Sanh ville virke ødelæggende på kampmoralen.
Det blev derfor en vigtig sag for den amerikanske øverstkommanderende i Vietnam, general William Westmoreland, at holde stillingen ved Khe Sanh, også under den efterfølgende og samtidige Tết-offensiv.

## Basen
Garnisonen i Khe Sanh blev anlagt i juli 1962 og i september samme år var en afdeling fra Sydvietnams hær stationeret i basen, og der blev anlagt en rullebane på knapt 400 meter. I april 1964 flyttede den første enhed fra det amerikanske marineinfanteri ind på basen, og i de følgende to år blev basen videreudviklet. Blandt andet blev basen forstærket med artilleri og rullebanen blev forlænget til 1.200 meter. Denne manglede imidlertid fast belægning og var derfor helt uanvendelig i regnperioder, særlig om foråret.
Rullebanen blev derfor over tid udbedret med aluminiumsgitter, så at den kunne tage imod større fly, som C-130 Hercules. Basen strakte sig efterhånden over et område på 1,8 kilometer på et laterit-plateau.
I løbet af 1967 var styrken i Khe Sanh-basen i stadige kampe med nordvietnamesiske styrker om højdedragene omkring området, og 155 amerikanske soldater faldt i denne periode.

## Slaget
Amerikanerne undervurderede sommeren 1967 det, som viste sig at være en nordvietnamesisk optrapning, men efterretningsrapporterne fra efteråret og vinteren tilrådede en større styrkeopbygning. Amerikanerne reagerede da med at tilføre området flere soldater fra United States Marine Corps.
Slaget udviklede sig som et forsøg på en belejring svarende til den ved Dien Bien Phu, men denne blev aldrig helt vellykket, idet amerikanerne formåede at bringe forsyninger ind i basen under hele slaget. Slaget blev indledt lige efter midnat den 21. januar 1968, da højde 861 lige nord for basen blev beskudt med bombekastere. Basen blev i løbet af de 77 dage, som slaget varede, konstant angrebet af nordvietnamesiske styrker og beskudt af tungt artilleri. Under belejringen blev det også umuligt for amerikanerne at opretholde forholdsreglerne mod den militære infiltrering af området fra nord.
Som en støtte for de amerikanske styrker startede US Air Force Operasjon Niagara, en massiv bombning af de nordvietnamesiske stillinger. Dette gjorde både forsyningssituationen og den generelle situation for jordstyrkerne noget enklere. Den 1. april startede amerikanerne Operation Pegasus med sigte på nå frem til Khe Sanh langs bakken. De fremrykkende amerikanske styrker mødte kun ringe modstand, da de trætte nordvietnamesiske jordstyrker trak sig tilbage. Basen fik genoprettet kontakten med omverdenen, da amerikanske styrker ankom til basen den 8. april kl. 08:00, vejen ind til basen blev erklæret åben den 11. april og Operation Pegasus blev officielt afsluttet den 15. april.

## Resultat
Den nordvietnamesiske strategi under Võ Nguyên Giáps ledelse tog sigte på at gentage successen fra slaget ved Dien Bien Phu mod Frankrig i 1954, men forholdene var ikke sammenlignelige. Blandt andet havde de amerikanske styrker langt bedre forsyningslinjer, amerikanerne holdt højderne omkring og det amerikanske artilleri var effektivt.
General Westmoreland forlod Vietnam den 6. juli samme år, og hans efterfølger, general Creighton Abrams besluttede et nedlægge basen. Den officielle begrundelse for dette var, at dette området nu ikke længere var så vigtigt, efter at Nordvietnam havde ændret sin militære taktik og etableret andre infiltrationsruter. Videre havde det amerikanske marineinfanteri tilstrækkelige ressourcer til at være så mobile, at de ikke længere havde behov for sådanne faste installationer.

## Politisk betydning af slaget
Slaget fik i sin samtid en meget stor medieopmærksomhed, blandt andet på grund af den efterfølgende Tết-offensiv, som for alvor bragte Vietnamkrigen ind i den amerikanske hverdag og var med til at forme både den amerikanske, men også europæiske opfattelse af krigen i Vietnam. Slaget ved Khe Sanh er derfor blevet et referencepunkt i amerikansk kultur og blev eksempelvis nævnt af Barack Obama i hans indsættelsestale som præsident den 20. januar 2009.
Selv om det militære resultat, i hvert fald på kort sigt, blev anderledes, er slaget alligevel blevet sammenlignet med Slaget ved Dien Bien Phu med hensyn til de langsigtede skadevirkninger, det fik for støtten til det amerikanske militære engagement i Vietnam.